# Dragé
 For alternative betydninger, se drage.
Drage eller dragé (fransk: dragée) er en form for slik. Drageer kombinerer forskellige ingredienser. Oprindeligt typisk en mandel med chokolade- eller sukkerovertræk.
I disse år udvikler dragé'erne sig og mix'er mange forskellige smage. For eksempel chokolade, mandler, lakrids, hindbær, chili, ingefær, appelsin mm.